# ČD-Baureihe 471
Die Fahrzeuge der ČD-Baureihe 471 sind elektrische Doppelstock-Triebzüge des tschechischen Eisenbahnverkehrsunternehmens České dráhy (ČD) für den Regionalverkehr. Beschafft wurden die Fahrzeuge insbesondere als Ersatz für die Baureihe 451/452. Von den ČD werden sie als CityElefant vermarktet. Bei den ČD erhielten die Triebwagen die Reihenbezeichnung 471, die Mittelwagen 071 und die Steuerwagen 971.

## Geschichte
Die Entwicklung der Baureihe begann 1992 durch die Hersteller MSV Studénka, später ČKD Vagónka Studénka (mechanisch), und AEG (elektrisch), als man sich nach den negativen Erfahrungen mit der Baureihe 470 für eine Neukonstruktion entschied. Nach der Privatisierung von MSV Studénka war die AEG ab 1994 nicht mehr beteiligt, die elektrischen Komponenten entwickelte Škoda dopravní technika (Škoda Verkehrstechnik). Die beiden Prototypzüge wurden im Jahr 1997 von einem Konsortium aus den tschechischen Schienenfahrzeugherstellern MSV Metal Studénka und Škoda dopravní technika fertiggestellt. Vagonka wurde später hundertprozentige Tochter von Škoda.
Mit ihnen wurden verschiedene zeitgemäße Technologien im tschechischen Schienenfahrzeugbau eingeführt, so die Fertigung der Wagenkästen aus stranggepressten Aluminiumprofilen, die Sandwichbauweise, IGBT-gesteuerte Wechselrichter mit Drehstrom-Asynchronmotoren sowie Klimaanlagen.
Damalige Planungen sahen vor, eine fünfteilige Variante der Baureihe 471 als „IC Regio“ im schnellen Regionalverkehr zwischen den Ballungszentren Tschechiens einzusetzen. Diese Triebzüge sollten als Baureihe 675 in Dienst gestellt werden.
Von Dezember 2000 bis April 2013 wurden die Fahrzeuge in der Reihenfolge 471 001–026, 031–033, 027, 034–060, 028–030 und 061–083 in Dienst gestellt. Nach anfänglich gravierenden technischen Problemen wurde zum 5. August 2002 die Betriebserlaubnis zurückgezogen. Durch die mit dem Hochwasser 2002 einhergehende Ausnahmesituation in Prag wurde aber bereits zum 16. August 2002 wieder eine tempörare Betriebserlaubnis erteilt. Diese galt dann bis zum 31. Oktober 2002; danach erfolgte durch die Hersteller die Beseitigung der Mängel. Wegen finanzieller Probleme der ČD konnten nur etwa sechs Triebzüge jährlich abgenommen werden.
2006 wurde die Produktion für ein Redesign unterbrochen, dieses wurde dann nach einem durch die ČD initiierten Wettbewerb unter dem Namen CityElefant vorgestellt. Der Siegervorschlag zur Namenssuche stammte von Aleš Merc aus Trutnov.
Die ČD zahlten rund 17 Milliarden Tschechische Kronen für die 83 Triebzüge.
2018 begann die sich auf zehn Jahre erstreckende Erneuerung der Sitzbezüge, zunächst in neun Fahrzeugen. Die meisten der insgesamt 25.730 Sitze erhalten in der 1. Klasse dunkelgraue Bezüge mit roten Schriftzügen, die der 2. Klasse erneut blaue; zu 85 Prozent aus Baumwolle. Mit der Änderung wurde das Innenraumdesign dem der ČD-Reisezugwagen angeglichen.
Seit 2021 erhalten die Fahrgäste schrittweise durch die Nachrüstung der Triebzüge mit WLAN verbesserten Internetzugang und mit 230-V-Steckdosen Lademöglichkeiten für tragbare Elektronikgeräte – in der 1. Klasse zusätzlich mit USB-Steckdosen. Auch die unzuverlässigen Matrixanzeigen auf Basis bistabiler Anzeigeelemente (Flip-Dots) aus den Neunzigerjahren werden seitdem durch LED-Technik ersetzt.
Nach einer Ausschreibung erhielt im Mai 2022 ČD-Telematika den Auftrag, in Zusammenarbeit mit Alstom, Škoda Transportation und AŽD Praha insgesamt 66 der 82 noch vorhandenen Triebzüge mit ETCS-Fahrzeuggeräten nachzurüsten. Das Auftragsvolumen beträgt insgesamt 1,5 Milliarden CZK und damit 22,9 Millionen CZK pro Zuggarnitur. Den Einbau der Fahrzeuggeräte übernimmt Škoda Pars in Šumperk während fälliger Untersuchungen. Bis zum 1. Januar 2025 sollten 25 Einheiten umgerüstet sein. Ab diesem Zeitpunkt wurde der Betrieb unter ETCS auf einigen Korridorstrecken verpflichtend. Mit Stand vom 21. Dezember 2024 waren 18 Fahrzeuge für den aktiven ETCS-Betrieb zugelassen:  471 035, 042, 046, 048, 050 bis 054, 056, 060 bis 064, 067 bis 069.

## Technische Merkmale

### Mechanischer Teil
Der Fahrzeugkasten entstand durch das Verschweißen einzelner Sandwich-Aluminiumprofile zu einer Röhre. Diese wurde auf die benötigte Länge zugeschnitten und die Fenster- und Türöffnungen eingefräst. Bei statischen und dynamischen Tests wurde die hohe Steifigkeit der Struktur sowohl unter Torsions- als auch unter Biegebeanspruchung nachgewiesen. Die Stirnseiten der Trieb- und Steuerwagen bestehen aus 45 mm starkem, selbsttragendem Vollkunststoff und sind mit dem Wagenkasten verklebt.
Die Drehgestelle sind für eine Höchstgeschwindigkeit von 160 km/h und eine maximale Achslast von 20 Tonnen ausgelegt. Das Motordrehmoment wird über ein zweistufiges Getriebe auf eine die Radsatzwelle umschließende Hohlwelle und den Achshalter übertragen. Die Hohlwellengelenke bilden zentrische Verbindungen, die Vertikal-, Quer- und Kippbewegungen des Radsatzes relativ zum Drehgestellrahmen ermöglichen. Ein Dämpfersandwich auf der Radsatzwelle eliminiert Vibrationen und Geräusche. Die zweiachsigen, aus geschlossenen Profilen geschweißten Drehgestelle besitzen eine zweistufige (primär- und sekundärseitige) Federung mit hydraulischer Dämpfung. Tellerfedern zwischen dem Drehzapfen und Querträger dienen als seitliche Puffer. Der mittlere Querträger nimmt den Drehzapfen auf, der vordere die Halterungen für die Bremseinheit und einen dritten Befestigungspunkt der Antriebseinheit. Die Bremsscheiben sind zur Montage zweigeteilt und verfügen über innenliegende Kühlrippen. Zur Ausstattung der Drehgestelle gehört eine Spurkranzschmierung (am ersten Radsatz in Fahrtrichtung), eine Putzbremse (vier je Drehgestell und einseitig auf jedes Rad wirkend) und (ab 471 022) eine Sandstreueinrichtung an der ersten und letzten Achse des Triebwagens und der ersten Achse des Steuerwagens.
Drehgestell-Unterschiede der Mittel- und Steuerwagen gegenüber den Triebwagen:
- Die Radsatz-Primärfederung besteht aus zwei ineinanderliegenden Drillings-Schraubenfedern über dem Lagergehäuse.  Die Stoßdämpfer der Primärfederung sind aus Platzgründen außerhalb der Federn angeordnet.
- Das Lagergehäuse wird nur durch eine Lenkerstange (als Wippe) gegenüber dem Drehgestell fixiert.
- drei Bremsscheiben gegenüber zwei am Triebwagen
- Am Mittelwagen liegen die äußeren Traversen näher am Hauptquerträger, sodass die Bremseinheiten von der Drehgestell-Innenseite aus angebracht werden konnten.[11]

Die Außentüren sind zweiflügelige mikroprozessorgesteuerte Schiebetüren, bei denen bis zum 471 075 jeder Türflügel separat und ab dem 471 076 beide elektropneumatisch synchronisiert angesteuert werden. Rollstuhlfahrern stehen zum erleichterten Ein- und Ausstieg an den äußeren Wagenenden der Trieb- und Steuerwagen Hubbühnen oder Rampen zur Verfügung. Ab dem 471 061 entfallen die elektrisch angetriebenen Hubbühnen in den Triebwagen zugunsten einer größeren Abstellfläche für Kinderwagen und Fahrräder. Ab dem 471 076 wurden die Hubbühnen in den Steuerwagen durch einfache Rampen ersetzt.

### Steuerung und Traktionselektrik
Bis zu vier gekuppelte dreiteilige Einheiten lassen sich mikroprozessorgestützt über das UNICONTROLS-Kommunikationssystem aus einem Endführerstand steuern. Mit dem 24-Volt-Bordnetz erfolgt die Steuerung der Traktionsleistung, Beleuchtung, Heizung und Klimaanlagen aller Fahrzeuge innerhalb des Zugverbandes. Es gewährleistet auch die Steuerung des audiovisuellen Informationssystems, die Funktion der Zugsicherungseinrichtung, der Luftfederung, des Gleitschutzes, des Funkgerätes und der Brandmeldeanlage sowohl des eigenen als auch aller gesteuerten Fahrzeuge. Die Fahrsteuerung erfolgt entweder automatisch mit der AVV, per Geschwindigkeitsregelung oder manuell. Die AVV ist Teil der übergeordneten Fahrzeugsteuerung CRV&AVV (Zentrale Fahrzeugsteuerung und automatische Zugführung) und mit der Zugsicherungseinrichtung verbunden. Die CRV arbeitet weitestgehend autark. Das AVV-Fahrzeuggerät kommuniziert mit dem Strecken- und Datenmodul und setzt sich aus einem Leitrechner, Sensoren für die Informationspunkte, einer Eingabetastatur und einem Display zusammen. Das Streckenteil besteht aus einer Reihe von Adressinformationspunkten. Die Übertragung der Adressinformationen an das Fahrzeug erfolgt kodiert über ein Gleichstrom-Magnetfeld.
Den Antrieb der beiden Drehgestelle des Triebwagens übernehmen vier eigenbelüftete Asynchron-Fahrmotoren, die drehgestellweise parallel geschaltet sind. Gespeist werden sie über zwei Traktionsumrichter (potenzialfreie Hochspannungs-IGBT-Module), die eine Ausgangsspannung von 1130 V mit einer Frequenz von 0 bis 200 Hz liefern. Die Hilfsbetriebe arbeiten dreiphasig asynchron mit 540 Volt und werden zur Steuerung des Anlaufs und der Drehzahl mit geregelter Spannung und Frequenz versorgt. Die elektrodynamische Bremse arbeitet rekuperativ und kann auch die Hilfsbetriebe und Zugheizung versorgen. Sie arbeitet als Widerstandsbremse, wenn keine Energie in die Fahrleitung zurückgespeist werden kann oder darf. Die Antriebssteuerung ermöglicht auch eine Notfahrt, bei der ein oder beide Drehgestelle abgeschaltet werden können. Die Versorgung der Hilfsbetriebe bleibt dabei gewährleistet. Eine Telerail-Datenfernübertragung gewährleistet die automatische Daten- und Mängelübermittlung aus dem Triebwagen an die Leitstelle.

### Druckluft- und Bremsanlage
Neben der rekuperativen und elektrodynamischen Widerstandsbremse sind die Fahrzeuge mit einer pneumatischen Bremsanlage ausgestattet. Der mechanische Teil besteht aus zwei Einheiten: einer pneumatischen Scheibenbremse und einer Magnetschienenbremse mit Permanentmagneten. Die manuelle Feststellbremse kann ein Fahrzeug auf Neigungen bis 30 ‰ sichern. Den mechanischen Teil der Scheibenbremse bilden je vier Bremseinheiten, die auf vier Scheiben außerhalb und innerhalb des Rades wirken. Der pneumatische Teil umfasst die Bremseinheit (mit Bremszylinder und selbsttätigem, einseitig wirkendem Abstandseinsteller, ggf. dem Handbremsmechanismus sowie den Hebeln und Belägen) und das Auslassventil, das zur Gleitschutzvorrichtung gehört und für die Druckregulierung in den Bremszylindern sorgt. Die Magnetschienenbremse dient als Ergänzung zur Scheibenbremse in Notsituationen und ggf. als Feststelleinrichtung.
Die indirekte Bremse wird außer vom Hauptfahrgriff auch von der Geschwindigkeitsregelung angesteuert. Außerdem fungiert sie als Parkbremse, indem sie bei aktivierter AVV von der CRV angesteuert wird. Die Zusatzbremse arbeitet elektropneumatisch und hat den Charakter einer Lokomotivbremse. An jedem Wagen ist das hintere Drehgestell (d. h. von der Spitze des Triebwagens aus gesehen) mit einer Magnetschienenbremse ausgestattet. Diese dient als Feststell- und Notbremse und wird nicht auf die tatsächlichen Bremsprozente angerechnet. Außer bei Schnellbremsungen kann sie zudem mit der Zusatzbremse aktiviert werden. Sie hält ein voll besetztes Fahrzeug auf einer Neigung bis 75 ‰.

## Unterschiede
Während der Serienherstellung kam es zu zahlreichen technischen Verbesserungen, aber auch wie beim Entfall der elektrischen Hublifte auf den Triebwagen zur Einsparung von Wartungskosten.
- 471 001 und 002: Prototypen mit individueller Beleuchtungsschaltung über den Sitzen, abweichendem Blauton und Einstiegstüren (außer dem später gelieferten Mittelwagen 071 002)[3]
- ab 471 014: Farbdisplay im Führerstand; Entfall der ausstellbaren Fenster im Fahrgastraum[3]
- ab 471 015: Reduzierung der unteren sechs Signallampen auf vier kombinierte LED-Lampen[3]
- ab 471 016: Ersatz des klassischen Tachometers durch Display[3]
- bis 471 016 und ab 471 076: pneumatisch betätigter Stromabnehmer (Typ ŠKODA 3 LSP 40/S)[12]
- ab 471 017: Ersatz des unzuverlässigen Hauptschalters durch einen Sécheron-Typ; Änderungen im Strom- und Luftverteilungssystem[3]; zwei separate Displays im Führerpult für Betriebs- und Grundbild mit integrierter Geschwindigkeitsanzeige; bis 471 075 elektrisch angetriebener Stromabnehmer der Firma Shunk a Lekov (Typ WBL 85E) mit konstantem Anpressdruck über den ganzen Arbeitsbereich und mit mechanischem Aufprallschutz; zuverlässigere Fahrzeugrechner mit längerer Lebensdauer; geänderter Kuppel- und Entkuppelprozess[12]
- ab 471 018: neue Fahrgastssitze[3]; Ersatz des „offenen“ WCs durch geschlossenes EVAC-Vakuum-WC mit Signalisierung (80 bzw. 100 %) und Blockierung des Zugangs bei 100 % Füllstand[12]
- ab 471 020: Software mit Streckenkarten- und Fahrplanaktualisierung; Optimierung der Zugkraftbegrenzung an die Ist-Geschwindigkeit und den Reibungskoeffizienten; Anpassung der Klimaanlagen-Software; Erfassung der Kompressor-Laufzeit; Umrichterschrank mit 24-V-Gleichstromquelle und verbesserter Starteigenschaft bei niedrigen Temperaturen; einfacherer Fahrtrichtungswechsel mit gehobenem Stromabnehmer und eingeschaltetem Hauptschalter; Einführung einer Notfahrt bei Störungen an Außentüren, elektrischen Hubliften oder Magnetschienenbremsen[12]
- ab 471 022 (laut [3] bereits ab 471 021): Sandstreueinrichtung – ab 471 060 ergänzt um beheizbare Düsen, später an anderen Sandstreueinrichtungen nachgerüstet[12]
- ab 471 027: geänderte Stirnform; Ersatz der berührungslosen WC-Wasserhähne durch Ausführung mit Druckknopf[3]
- 471 028 bis 030: Ausstattung wie Einheiten ab 471 061
- 471 029, 030 und ab 061: Notbremsüberbrückung – später ab 471 040 nachgerüstet[12]
- ab 471 034: geschlossene Fahrmotoren; Umrichter mit Differentialschutz[3]
- ab 471 036: verbesserter Kompressor SE 120.2[3]
- ab 471 038: Faiveley-Automatikkupplungen[12]
- 471 042: versuchsweise ETCS-Ausrüstung – erfordert Unterbringung des Kupplungsadapters (Übergangskupplung) im Mittelwagen[12]
- ab 471 059: Umrichter und Steuerung mit Reset-Möglichkeit[3]
- ab 471 060: höhere zulässige Fahrmotor-Temperatur (220 °C) – später auch an allen anderen Einheiten[12]
- ab 471 061: Gel- statt Bleibatterien; Abfallbehälter neben den Sitzen; Entfall der elektrischen Hublifte auf den Triebwagen[12]
- ab 471 076: Ersatz der elektrischen Hublifte in den Steuerwagen durch einfache Rampen; Vorwahlfunktion der Außentür-Öffnung vor dem Anhalten per Taster[12]; Änderung der separaten Türflügelbedienung auf elektropneumatisch gesteuerte, synchrone Öffnung beider Türflügel – ab Ende 2020 an älteren Fahrzeugen nachgerüstet[9][11]

## Einsatz
Je nach Bedarf und Verkehrsaufkommen kommen die Triebzüge als Einzel- oder Doppeltraktion vor allem im Prager Schnellbahnverkehr auf den Strecken nach Kolín, Ústí nad Labem, Benešov u Prahy und Beroun zum Einsatz. Seit 2010 sind auch zwölf Züge in Bohumin beheimatet. Sie werden dort vorzugsweise bei der Esko v Moravskoslezském kraji auf den hochfrequentierten Linien R1 und S1 von Český Těšín nach Opava eingesetzt.
An Wochenenden kamen die Triebzüge auch als Schnellzüge auf den Relationen Prag – Děčín und einmal wöchentlich von Prag nach Třinec zum Einsatz. Die durchschnittliche tägliche Laufleistung im PID betrug im Jahr 2013 über 33.000, im Jahr 2022 etwa 32.000 km.
Im Juni 2024 begann die schrittweise Ablösung der ČD-Baureihe 471 durch die RegioPanter der ČD-BR 640 auf der Esko-Linie S4/U4 Praha Masarykovo nádraží – Roztoky u Prahy – Kralupy nad Vltavou – Hněvice (– Roudnice nad Labem – Ústí nad Labem hlavní nádraží).

## Unfälle
- 28. November 2009: Entgleisung einer Einheit aus 971 011 + 071 012 + 471 010 mit drei Drehgestellen bei Einfahrt in den Bahnhof Kolín; Sachschaden 8,95 Mio CZK, davon 2 Mio am Triebzug[16]
- Bei einer Entgleisung am 28. Juni 2010 in Ústí nad Labem durch überhöhte Geschwindigkeit wurde der voranlaufende Steuerwagen  471 005 irreparabel zerstört. Der Triebfahrzeugführer kam ums Leben, der Zugführer und acht Reisende wurden verletzt. Der Sachschaden betrug 70,9 Mio CZK, davon am Triebzug 57,06 Mio.[17][18] Der Steuerwagen 971 005 wurde im August 2010 im Prager Fahrzeugdepot bis auf die noch gebrauchsfähigen Teile zerlegt. Der Trieb- und der Mittelwagen wurden zur Reparatur, Nachrüstung der Notbremsüberbrückung sowie Modernisierung der Innenausstattung und Batteriesteuerung in die Werkstätten Přerov geschleppt. Dort wurden sie 2011 mit dem neuen Steuerwagen 971 005II aus dem Werk Škoda Vagonka Ostrava komplettiert und ein Jahr später wieder in Betrieb genommen.[19][20]
- 23. August 2011: Flankenfahrt des 471 003 in Prag-Libeň mit ČD-Cargo-Rangierlok 742 330; fünf Verletzte; Sachschaden 27,4 Mio CZK, davon 21,5 Mio am führenden Triebwagen 471 003[21] Dieser wurde durch einen Neubau ersetzt.[22]
- 22. Oktober 2011: Entgleisung des 471 025 in Ostrava, Abzweigstelle Oder; sieben Verletzte, unter ihnen der Lokführer; Sachschaden am Triebzug 10,46 Mio CZK, geschätzt insgesamt 10,65 Mio[23]
- 30. Dezember 2014: Flankenfahrt des 471 074 mit 361 161 der ČD in Poříčany, Sachschaden 6,68 Mio CZK, davon 5 Mio am Triebzug[24]
- 14. Juli 2015: Entgleisung des 471 040 nach Kollision mit einer sog. Fangschwelle und einem Beton-Prellbock im Prager Masaryk-Bahnhof; drei Verletzte; Sachschaden 82,313 Mio CZK, davon 82,113 Mio am Triebzug[25] Knapp drei Jahre nach dem Unfall ging die Einheit mit dem für 74,9 Mio CZK neu hergestellten Triebwagen 471 040II von Škoda Vagonka wieder in Betrieb.[26]
- 6. September 2019: Kollision des 471 065 an einem Bahnübergang mit einem liegengebliebenen Lkw und nachfolgende Entgleisung des vorderen Drehgestells; sechs Verletzte, darunter der Triebfahrzeugführer und der Lkw-Fahrer; Sachschaden 50,773 Mio CZK, davon am Triebzug ca. 44 Mio[27] Die ČD musterten den Triebwagen 065 als ersten dieser Baureihe aus, nachdem sie für ihn ein einziges Reparaturangebot erhielten, das den Restwert und die erwarteten Reparaturkosten von 50 Mio CZK deutlich überstieg.[28]
- 10. Juli 2020: Flankenfahrt des 471 046 mit Wagengarnitur des R 989 in Prag-Běchovice durch unerlaubte Rangierfahrt; keine Verletzten; Gesamtschaden 20,117 Mio CZK, davon am Triebzug 4,15 Mio[29]
- 14. Juli 2020: Kollision des voranlaufenden Triebwagens des 471 075 im Streckenabschnitt Úvaly–Český Brod mit dem Zugschluss eines Güterzuges; Der Triebfahrzeugführer des Personenzuges kam ums Leben, der Zugführer und 34 Fahrgäste wurden verletzt, ebenso der Lokführer des Güterzuges. Sachschaden vorläufig 45,346 Mio CZK[30] Nach dem Unfall koppelte man den Steuer- und den Mittelwagen der Garnitur 471 065 mit dem Triebwagen 471 075 (Konfiguration 471 075+071 065+971 065).[31]
- 6. November 2020: Kollision der gekuppelten Garnituren 471 052 und 019 mit einem Lkw im Baustellenbereich des Bahnhofs Poříčany; keine Verletzten; geschätzter Sachschaden 18,2 Mio CZK, davon 18 Mio am führenden Triebzug [32] Im Februar 2021 beantragten die ČD die Reparatur des 471 052 und des 071 052 für ca. 21 Mio CZK.[33] Am 5. August 2021 wurde mit Škoda Pars der Reparaturvertrag über 19 Mio CZK und mit einer Fertigstellungsfrist von neun Monaten unterzeichnet.[34]
- 24. Mai 2024: Kollision der Garnitur 471 066 nach Missachtung eines haltzeigenden Signals mit der 362 114 im Prager Hbf; zwei Verletzte; geschätzter Sachschaden am Triebzug ca. 66,5 Mio CZK[35]
- 9. Juni 2024: Kollision des 971 040 mit einem Prellbock im Bahnhof Milovice und Entgleisung mit einer Achse[36]

## Farbgebung
- 2000–2006: weiß mit rotem Streifen (in Höhe der Signallampen) um den Fahrzeugkasten, blaues Band auf Höhe des Zwischengeschosses, graue Drehgestelle und signalgelbe Anbauteilen
- 2006–2010: Version „CityElefant“: rot-blau-rote Seitenstreifen, die an den Enden der Einheit in abgerundete Formen übergehen; graue und gelbe Anbauteile
- 2010–2011: erste Najbrt-Version: hellgraue Langträger und Oberteile, himmelblaues Band auf Höhe des Zwischengeschosses; Drehgestelle, Zug- und Stoßeinrichtungen sowie abstehende Teile unterhalb der Kante Ober-/Zwischengeschoss in Umbragrau
- ab 2012: zweite Najbrt-Version: Basis hellgrau, Streifen über der unteren Fensterreihe, Außentüren und Dach in Saphirblau, himmelblaues Band auf Höhe des Zwischengeschosses
- ab 2022: PID-Farbschema; erste Garnitur 471 061[37]

## Galerie

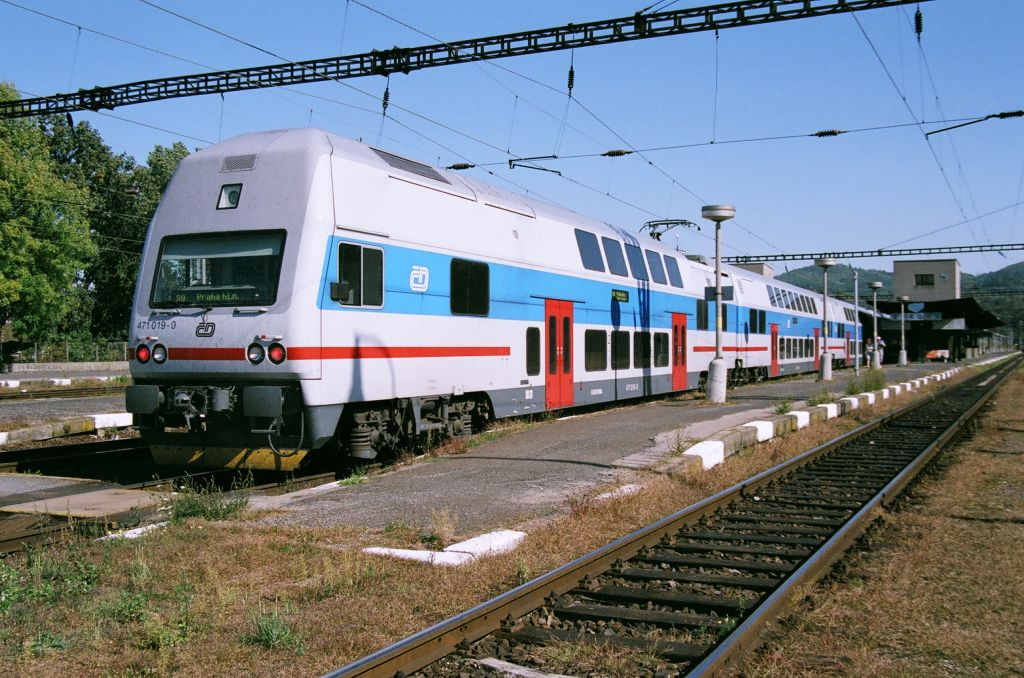
Erste Farbversion
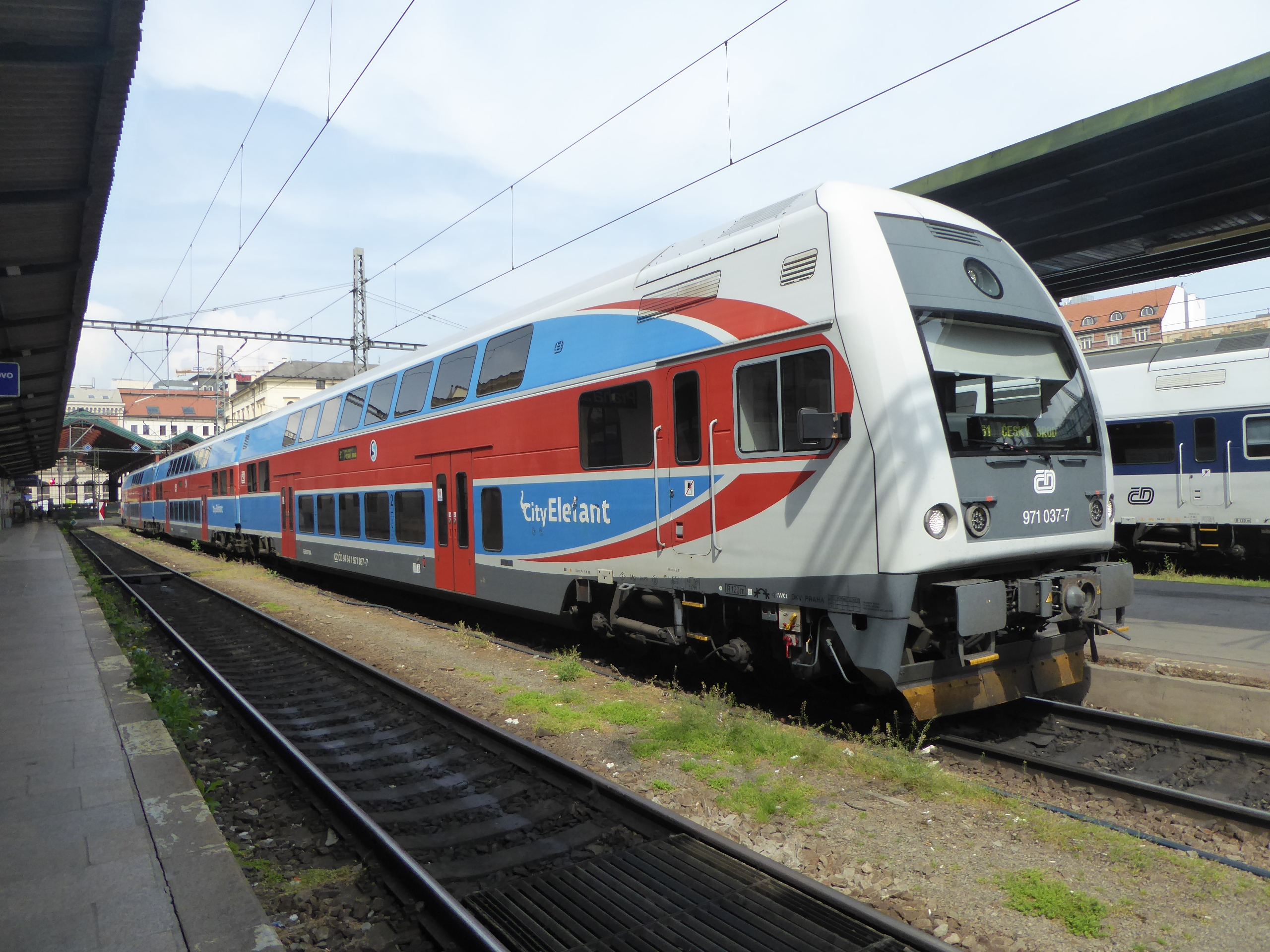
Farbversion „CityElefant“
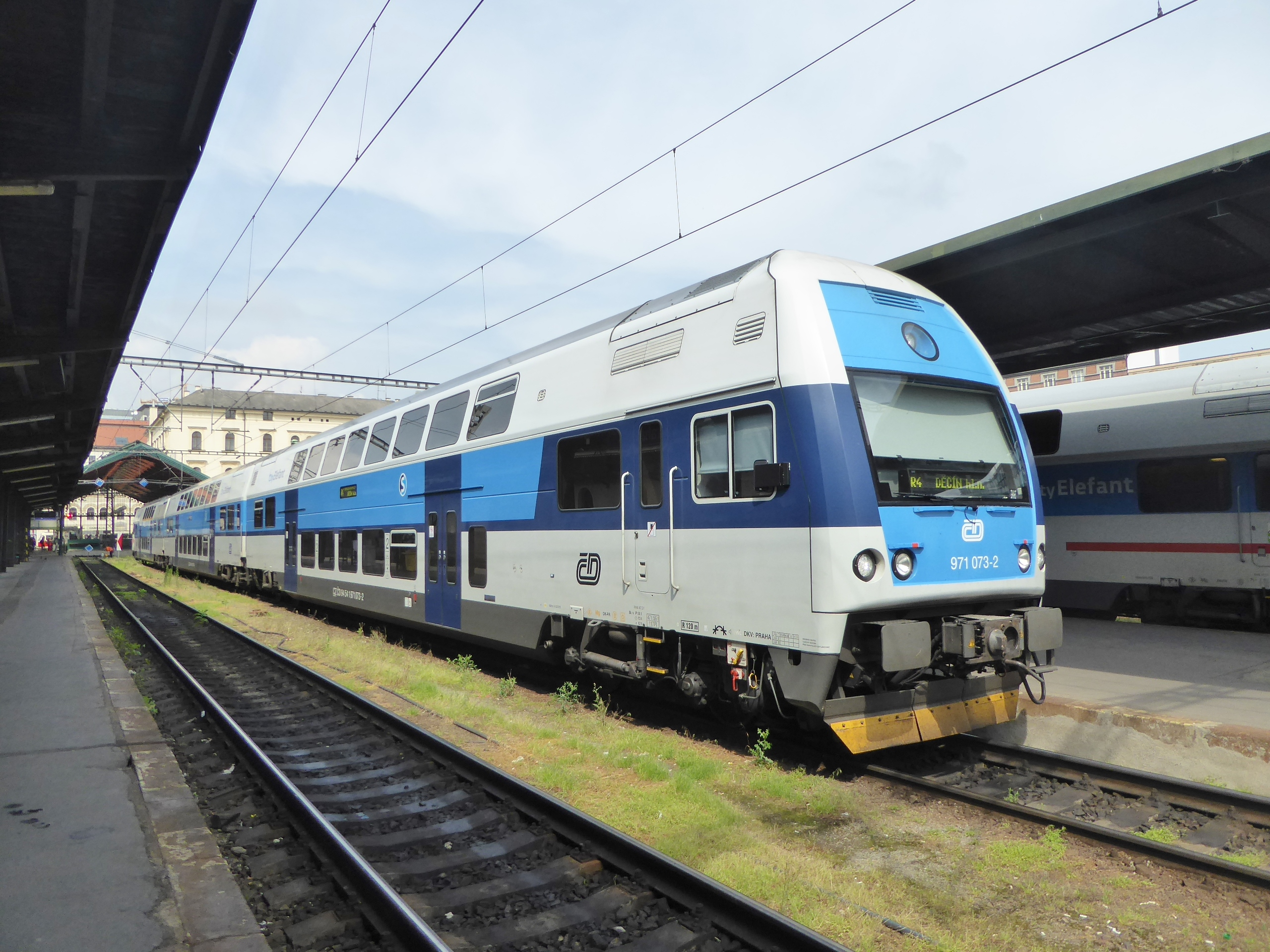
Variante Najbrt 1
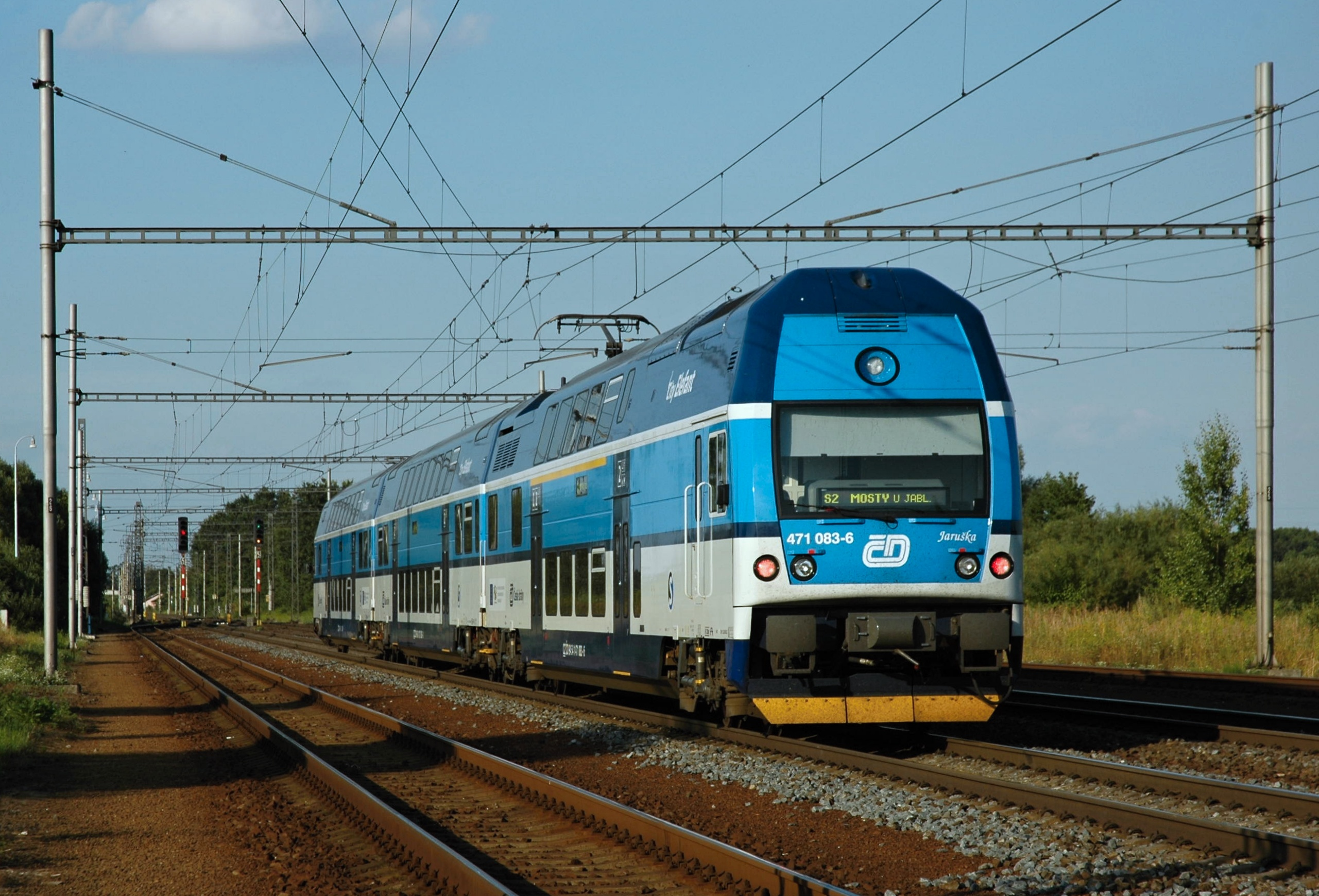
Variante Najbrt 2
- Video
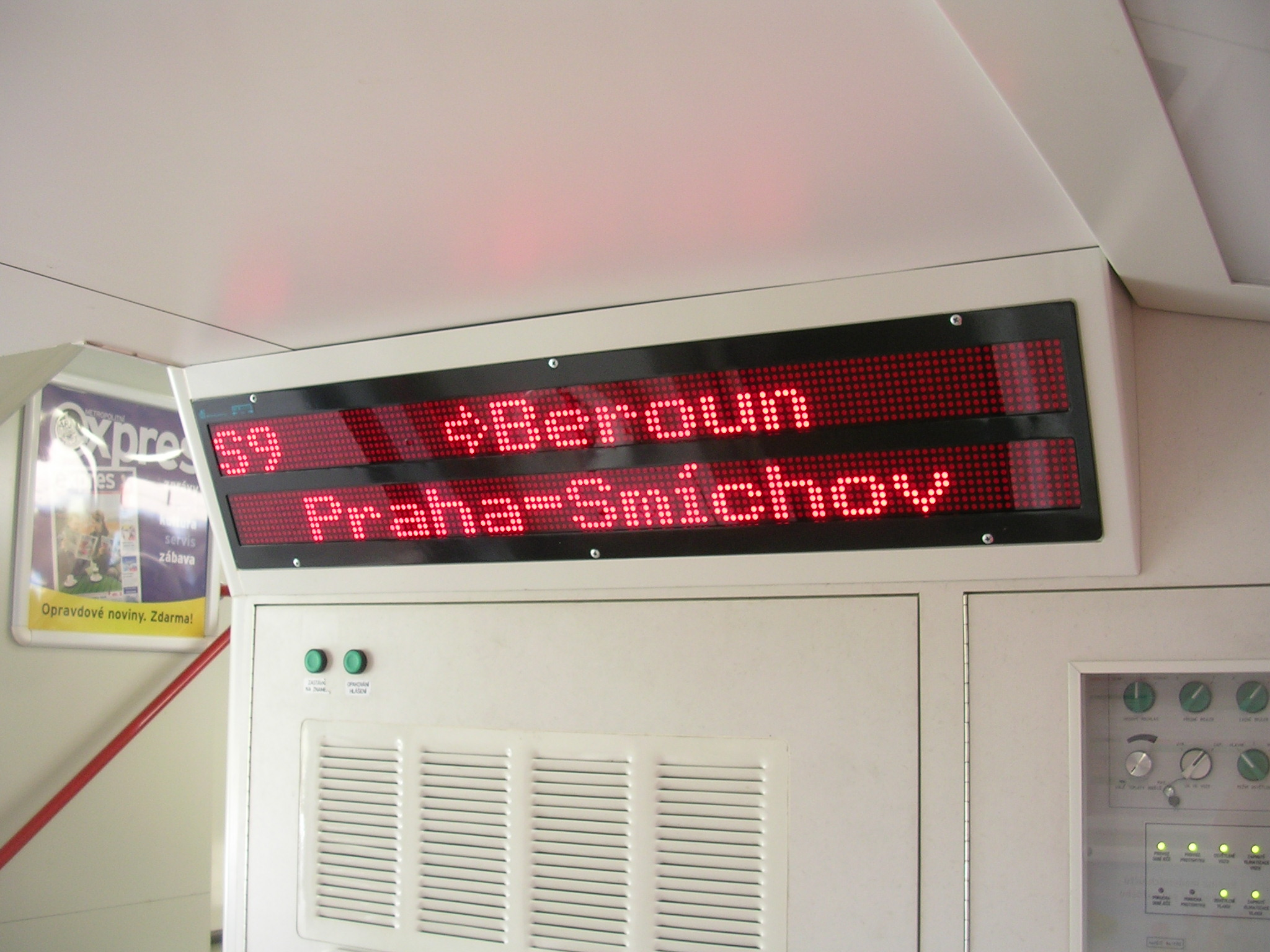
Fahrgastinformation innen
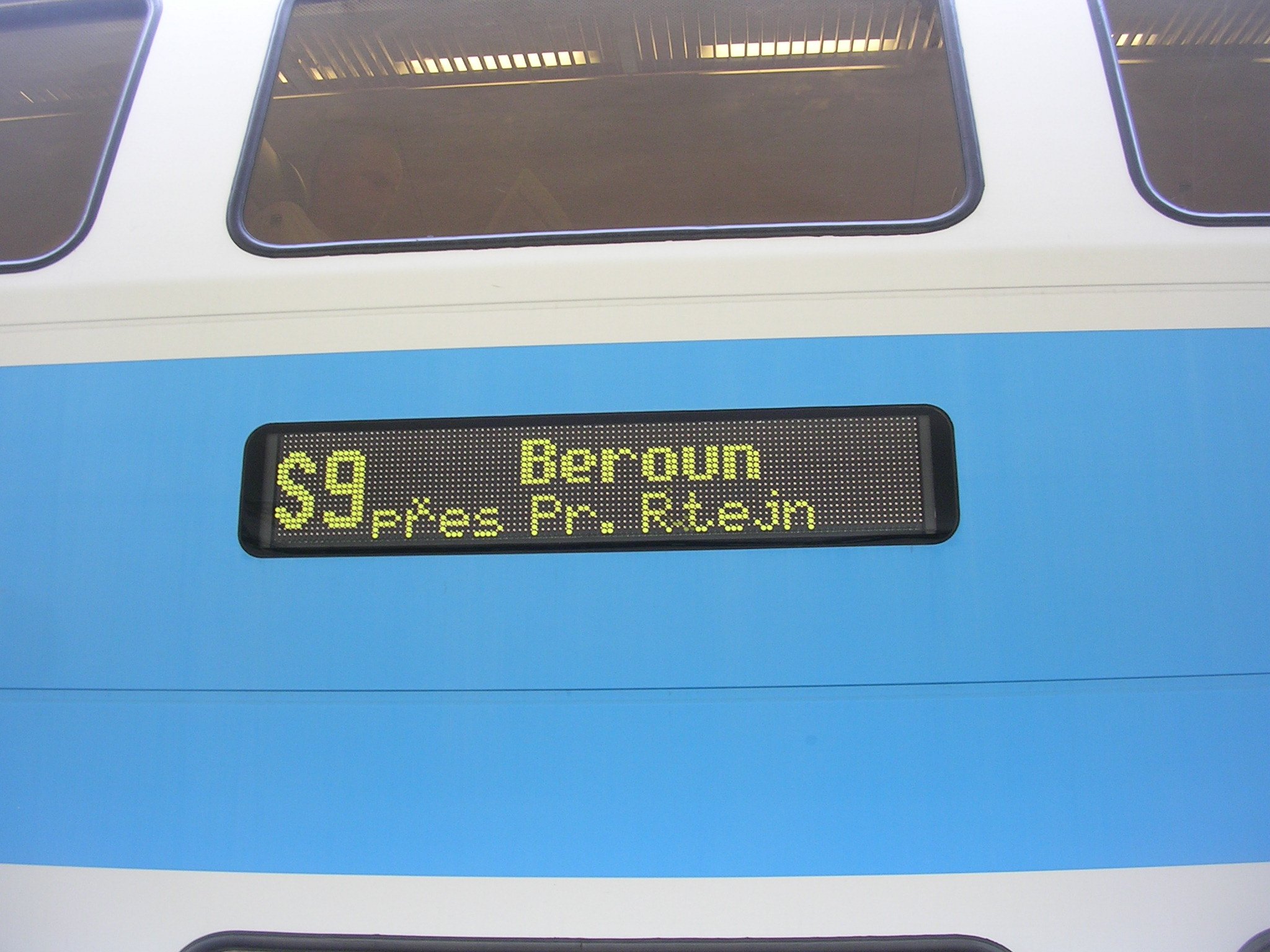
Fahrgastinformation außen (auf Flip-Dot-Basis)
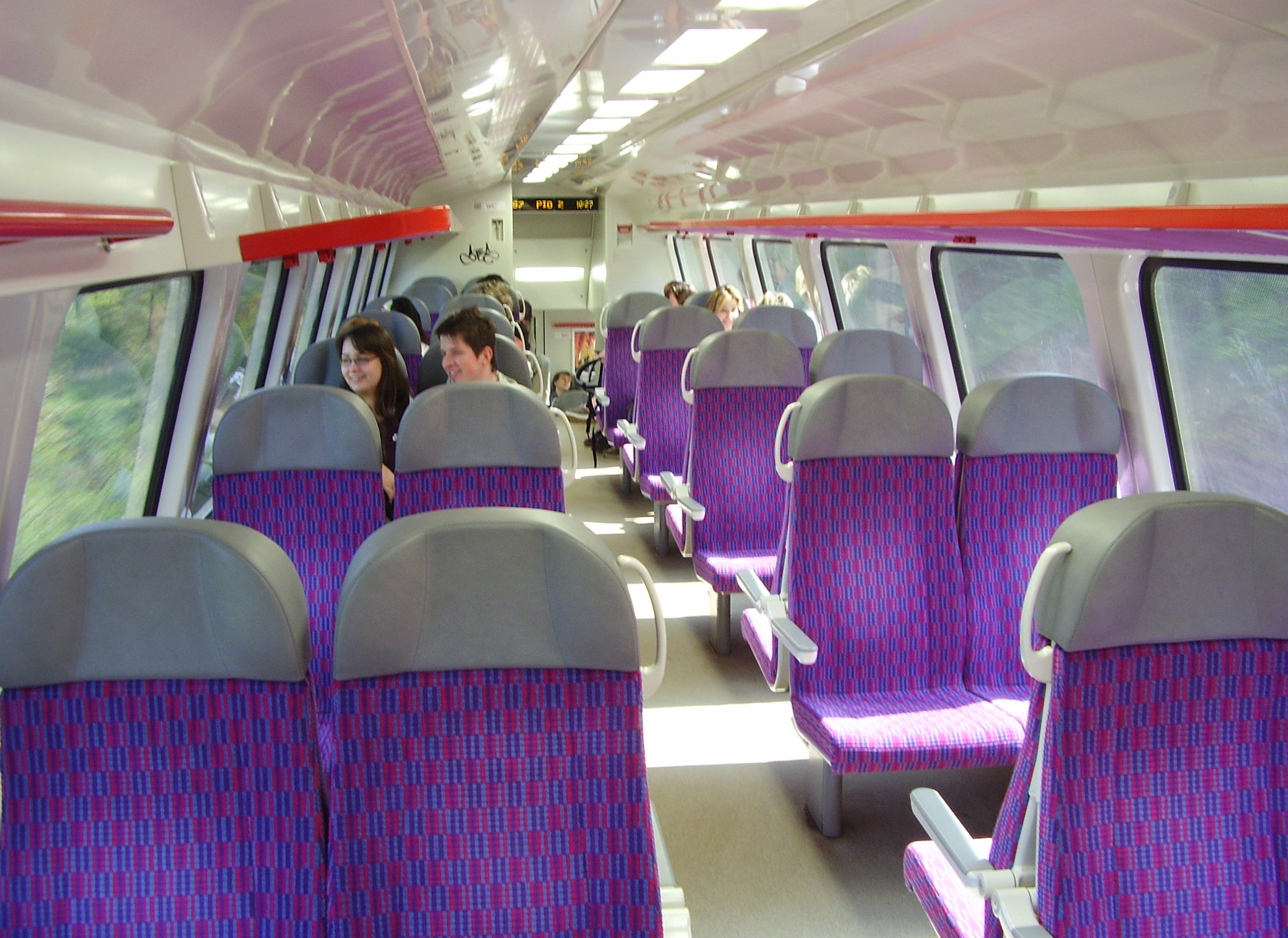
Fahrgastraum 2. Klasse im Oberdeck
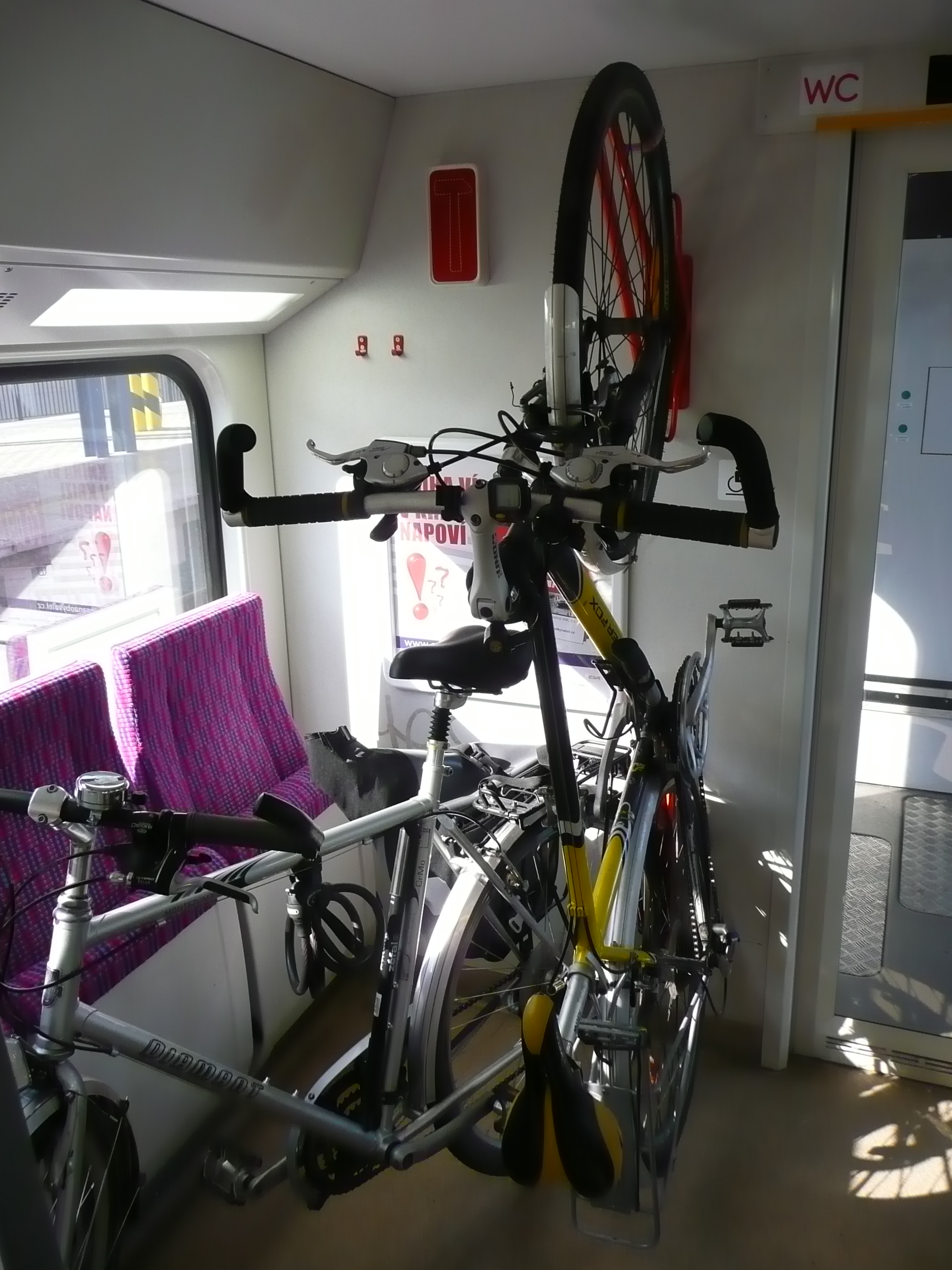
Traglastenabteil mit Fahrradständer im Unterdeck des Triebwagens

## Bauartgleiche Fahrzeuge
Lietuvos geležinkeliai

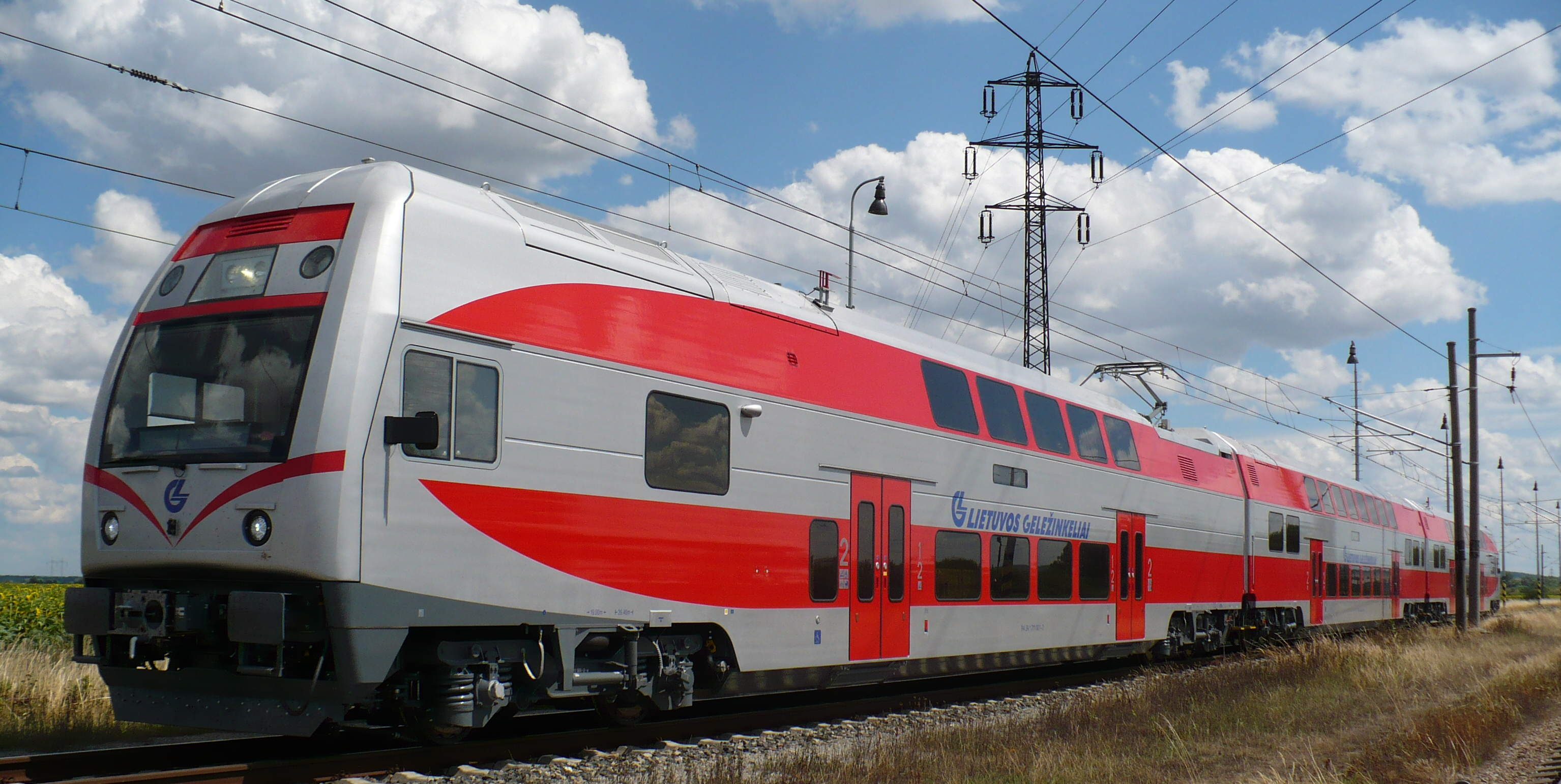
LG-Baureihe 525 (2008)

In den Jahren 2008 und 2010 erhielt die litauische Staatsbahn Lietuvos geležinkeliai (LG) von Škoda insgesamt vier Triebzüge gleicher Konzeption, die bei der LG als Baureihe 575 eingeordnet wurden. Sie werden im Verkehr zwischen den beiden größten litauischen Städten Vilnius und Kaunas eingesetzt. Bis 2014 ist die Lieferung von fünf weiteren Zügen geplant. Im Unterschied zur Baureihe 471 sind die litauischen Züge auf die dort verwendete Einphasenwechselspannung von 25 kV bei 50 Hz ausgelegt und in Russischer Breitspur (1520 mm) ausgeführt.
Laut UIC sind die Triebwagen an der 6. bis 8. Stelle als Reihe 211 (der erste ausgelieferte als 94 24 9 211 001-3), die Steuerwagen als 307 und die Mittelwagen als 444 bezeichnet.
Železničná spoločnosť Slovensko
Das slowakische Eisenbahnverkehrsunternehmen Železničná spoločnosť Slovensko (ZSSK) erwarb 2010 einen dreiteiligen Zug in Zweisystemausführung für die Fahrleitungsspannungen 3 kV Gleich- und 25 kV Wechselspannung mit 50 Hz. Weitere neun Züge wurden bis 2014 geliefert. Ihr Einsatz erfolgt insbesondere im Regionalverkehr auf der innerslowakischen Magistrale zwischen Nové Mesto nad Váhom und Čierna nad Tisou.
Die ZSSK bestellte bei Škoda Transportation zehn Doppelstock-Wendezuggarnituren, bestehend aus einem Steuer- und zwei Mittelwagen. Die Einheiten sind für den Einsatz mit modifizierten Lokomotiven der ZSSK-Baureihe 263 insbesondere auf den Relationen Kúty – Bratislava – Nové Zámky und Bratislava – Leopoldov bestimmt. Die Einheiten mit großzügiger Raumaufteilung sind barrierefrei und verfügen jeweils über 362 Sitzplätze in der 2. Klasse, ein geschlossenes Toilettensystem, Klimaanlage sowie ein Informations- und Kamerasystem. Der wesentliche technische Unterschied zur Baureihe 671 ist die um 12 Sitze geringere Kapazität aufgrund installierten zentralen Energieversorgung für alle gängigen Spannungen in allen Wagen.
Der Gesamtauftragswert betrug 74,29 Mio Euro.
Ukrsalisnyzja

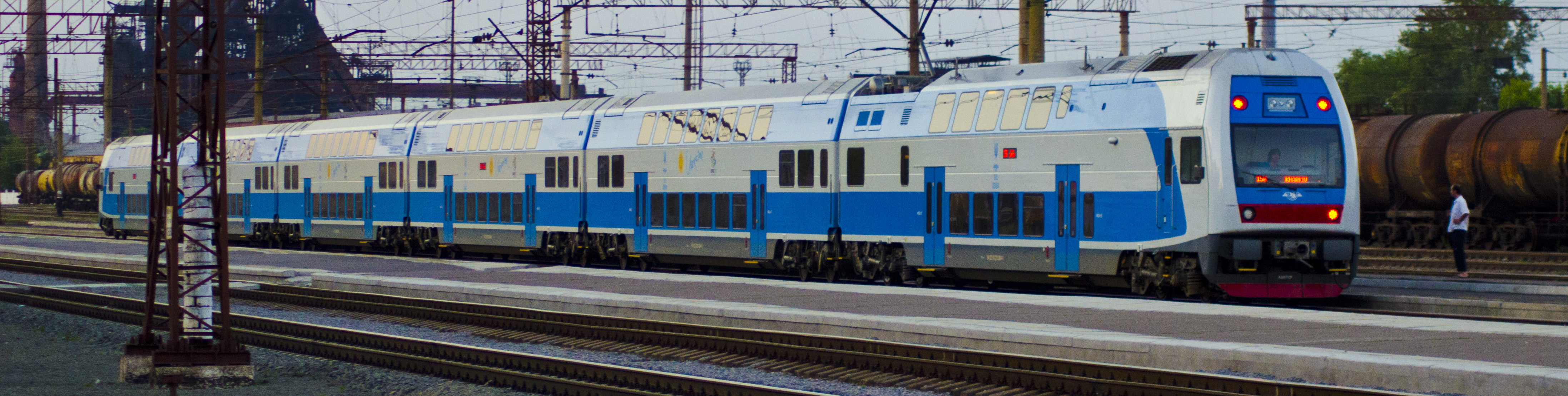
UZ-Baureihe 675 (2012)

Die ukrainische Staatsbahn Ukrsalisnyzja erwarb 2012 anlässlich der Fußball-Europameisterschaft 2012 zwei sechsteilige Züge für den Vorortverkehr im Großraum Kiew. Die für russische Breitspur mit 1520 mm Spurweite gebauten Fahrzeuge erhielten eine Zweisystemausrüstung für 3 kV Gleich- und 25 kV Wechselspannung. Seitens des Ministeriums für Infrastruktur in der Ukraine bestand eine Option zur Lieferung von weiteren 50 bis 60 Einheiten, die nicht eingelöst wurde.